# Gérard Gnanhouan
Gérard Gnanhouan (Adzope, 12 de fevereiro de 1979) é um futebolista profissional da Costa do Marfim, que atua como goleiro.

## Carreira
Gérard Gnanhouan integrou o elenco da Seleção Marfinense de Futebol, na Copa do Mundo de 2006.

## Títulos
Costa do Marfim
- Campeonato Africano das Nações: 2006 e 2012 - 2º Lugar